# Closer (album Milk Inc.)
Closer (ang. "bliżej") – trzeci album studyjny Milk Inc. Jego premiera miała miejsce 6 października 2003 roku. Single z tego albumu to The Sun Always Shines On TV, Time, Breathe Without You, Sleepwalker, Wide Awake oraz nagrana w duecie z Silvy De Bie piosenka I Don't Care. Wide Awake ukazało się najpierw na Best ofie Double Cream.

## Lista utworów Closer
1. The Sun Always Shines On TV (Full Version) 4:35
2. Shine On 3:01
3. Time 3:12
4. Goodbye Says It All 3:11
5. I Don't Care (Feat. Silvy) 4:32
6. Wish 4:16
7. Closer 3:51
8. Breathe Without You 4:18
9. November 2:51
10. Wide Awake 3:51
11. Nothing to You 3:22
12. Sleepwalker 3:30
13. Blown Away 5:04
14. Maybe (feat. Regi) 4:11

Closer – wydanie w Stanach Zjednoczonych, zawierające trzy remixy oraz singiel "Whipser", który w 2006 r. ukazał się na albumie Supersized.

## Lista utworów Closer (USA)
1. The Sun Always Shines On Tv
2. Whisper
3. Goodbye Says It All
4. Wish
5. Breathe Without You
6. I Don't Care
7. Time
8. Closer
9. Nothing To You
10. Shine On
11. November
12. Wide Awake
13. Sleepwalker
14. Blown Away
15. Maybe

- Bonus:
  - The Sun Always Shines On Tv (Original Extended)
  - The Sun Always Shines On Tv (Vandoren Remix)
  - Time (Kevin Marshall's Rewinded Mix)